# Emperador Ming de Han
Emperador Ming de Han, (xinès tradicional: 漢明帝, xinès simplificat: 汉明帝, pinyin: hàn míng dì; Wade-Giles: Han Ming-ti), (28-75) va ser el segon emperador de la Dinastia Han Oriental.
Va ser el segon fill de l'Emperador Guangwu. Va ser durant el regnat de l'Emperador Ming que el Budisme començà a espargir-se per la Xina. Una nit, es diu que havia somiat amb un home daurat o uns homes daurats. L'endemà ho va contar als seus ministres, i el ministre Zhong Hu li va explicar que probablement havia somiat amb Buda en l'Índia. L'emperador llavors n'envià una delegació de 18 encapçalada per Cai Yin, Qin Jing i Wang Zun a buscar el budisme. Ells tornaren de l'Índia amb una imatge de Gautama Buddha, el Sutra de Quaranta-dos Capítols i dos monjos eminents. L'any següent, l'emperador ordenà la construcció del Temple del Cavall Blanc de tres li a l'oest de la capital Luoyang, per recordar que el cavall que portava de tornada els sutres. Va ser probablement el primer temple budista de la Xina.
L'Emperador Ming era molt treballador, un administrador capaç de l'imperi que va mostrar integritat i va exigir integritat als seus funcionaris.
L'Emperador Ming també establí el control de l'Imperi Xinès sobre el Tarim Basin i erradicà la influència xiongnu allà, a través de les conquestes del seu general Ban Chao.
Els regnats de l'Emperador Ming i el seu fill Emperador Zhang es consideren generalment com l'edat d'or dels Emperadors Han Oriental i són coneguts com el Govern de Ming i Zhang.

## Era name
- Yongping (永平 py. yŏng píng) 58-75

## Informació personal
- Pare
  - Emperador Guangwu de Han (2n fill de)
- Mare
  - Emperadriu Yin Lihua
- Esposa
  - Emperadriu Ma
- Concubines
  - Consort Jia, mare de l'Emperador Zhang
  - Consort Yin, mare del Príncep Chang
  - Consort Yan, una germana de l'oficial de la cort Yan Zhang (閻章)
  - Consort Yan, altra germana de Yan Zhang
- Children
  - Crown Prince Liu Da (劉炟), (creat el 60), més tard Emperador Zhang de Han
  - Liu Jian (劉建), Príncep Ai de Qiancheng (creat el 60, d. 61)
  - Liu Xian (劉羨), Príncep de Guangping (creat el 60, més tard Príncep de Xiping (creat el 82), més tard Príncep Jing de Chen (creat el 88, d. 97)
  - Liu Gong (劉恭), Príncep de Lingshou (created 66), més tard Príncep de Julu (creat el 72), més tard Príncep de Jianglin (creat el 78), més tard Príncep Jing de Pengcheng (creat el 85, d. 112)
  - Liu Dang (劉黨), Príncep de Chongxi (creat el 66), més tard Príncep Jing de Lecheng (creat el 72, d. 91)
  - Liu Yan (劉衍), Príncep Hui de Xiapei (creat el 66, d. 120)
  - Liu Chang (劉暢), Prince de Runan (creat el 66), més tard Príncep Jie de Liang (creat el 80, d. 93)
  - Liu Bing (劉昞), Príncep de Changshan (creat el 72, més tard Príncep Qing de Huaiyang (creat el 79, d. 88)
  - Liu Zhang (劉長), Príncep Dao de Jiyin (creat el 72, d. 85)
  - Liu Ji (劉姬), la Princesa Huojia (creat el 59)
  - Liu Nu (劉奴), la Princesa Pingyang (creat el 60)
  - Liu Ying (劉迎), la Princesa Longlü (creat el 60)
  - Liu Ci (劉次), la Princesa Pingzhi (creat el 60)
  - Liu Zhi (劉致), la Princesa Qinshui (creat el 60)
  - Liu Xiaoji (劉小姬), la Princesa Pinggao (creat el 69)
  - Liu Zhong (劉仲), la Princesa Junyi (creat el 74)
  - Liu Hui (劉惠), la Princesa Wu'an (creat el 74)
  - Liu Chen (劉臣), la Princesa Luyang (creat el 75)
  - Liu Xiaoying (劉小迎), la Princesa Leping (creat el 75)
  - Liu Xiaomin (劉小民), la Princesa Cheng'an (creat el 75)